# Llumeneres

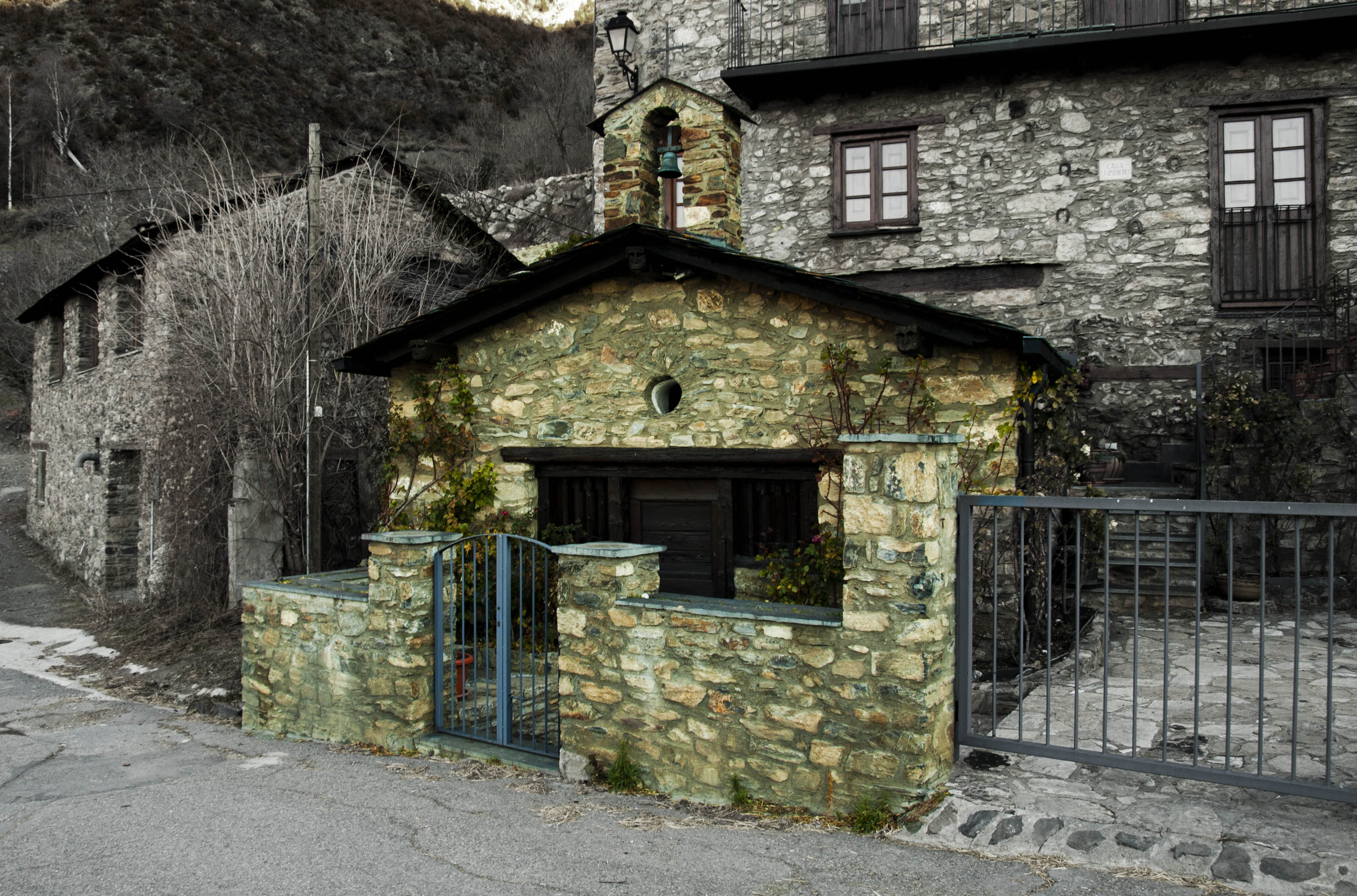
Capilla de la Virgen de las Neus de Llumeneres

Llumeneres ist ein Dorf im Fürstentum Andorra. Es hatte 2024 11 Einwohner.
Es gehört zum fünf Kilometer entfernten Kirchspiel von Sant Julià de Lòria und liegt am gleichnamigen Fluss. Der Ort ist über eine kurvenreiche Landstraße CS-120 durch das Tal von Sant Julià de Lòria erreichbar, dort endet die Straße unmittelbar am Riu de Llumeneres. Für den Tourismus sind vor allem die Langlauf-Angebote im Winter von Bedeutung. Am bewohnten Haus befindet sich eine kleine Kapelle, die Capilla de la Virgen de las Neus de Llumeneres. Die Gründungsdokumente mit dem Siegel des Bischofs Francisco Fernández de Xátiva stammen aus dem Jahr 1769.